# West Side Clicc
West Side Clicc, ranije Bad Sector Clan, bio je hrvatski hip hop sastav iz Zagreba, koji je djelovao u drugoj polovici 90-ih godina prošlog stoljeća. Najveći uspjeh postigli su s pjesmom Balada Predgrađa, koja je objavljena na kompilacijskom albumu Hip Hop Generacija 2000: Stop Ovisnosti, 1998. godine.
Godine 1999., T-Bo napušta sastav i preostali članovi počinju djelovati pod imenom K.A.R.T.E.L.

## Povijest
West Side Clicc su krajem 1990-ih osnovali reperi C-Fact, Mason, T-Bo, Shondogg i Maniac, pod nazivom Bad Sector Clan. Sastav je osnovan u Stenjevcu, gradskoj četvrti na zapadu Grada Zagreba. Ime West Side Clicc odnosi se na položaj Stenjevca u Zagrebu i G-funk podžanr, koji je u to vrijeme bio popularan u Kaliforniji.
Sastav se raspao 1999. te su nakon toga C-Fact, Shondogg i Maniac osnovali sastav "K.A.R.T.E.L.", koji je djelovao do 2000. godine.

## Postava
- C-Fact
- Mason
- T-Bo
- Shondogg
- Maniac

## Diskografija

### Kompilacije
- Balada Predgrađa na albumu Hip Hop Generacija 2000: Stop Ovisnosti, 1998.[4]

## Vanjske poveznice
- West Side Clicc na Discogsu